# Frente de Liberación de la Tierra
El Frente de Liberación de la Tierra (FLT), más conocida por sus nombres en inglés, Earth Liberation Front (ELF), pero también como Elfos o Los Elfos, es el nombre de un colectivo anónimo y autónomo de individuos o células, que, de acuerdo con ELF Press Office, usan "el sabotaje económico y la guerra de guerrillas para detener la explotación y destrucción del medio ambiente".
El FLT fue fundado en Brighton, Reino Unido, en 1992 y se extendió por el resto de Europa en 1994. Actualmente es un movimiento social con actos vandálicos reportados en más de una docena de países y es ampliamente conocida como la hermana menor del Frente de Liberación Animal, por la relación y cooperación que hay entre los dos movimientos. Usando el mismo modelo de resistencia sin líder, también sigue una línea similar al FLA. Los simpatizantes dicen que es un grupo de ecodefensa dedicado a sacar el motivo del lucro fuera de la destrucción medioambiental causando daño económico a negocios a través de la acción directa.
El FLT fue clasificado como la mayor amenaza terrorista doméstica en los Estados Unidos por el FBI en marzo de 2001,
 y están categorizados como ecoterroristas. Las premisas del FLT requieren que los individuos o grupos que se basen en sus ideales "tomen todas las precauciones necesarias para evitar cualquier daño a cualquier animal - humano o no."
 Referente a la falta de muertes por los ataques del ELF, el subdirector adjunto del FBI para la lucha contra el terrorismo dijo "Pienso que hemos tenido suerte. Cuando inicias uno de esos fuegos estos pueden descontrolarse." El nombre se hizo público cuando aparecieron en el programa de televisión 60 minutos en 2005.

## Estructura y objetivos
El daño económico realizado mediante sabotaje y otros tipos de acción directa es realizado contra las instalaciones involucradas en la industria maderera, la ingeniería genética, los cultivos de OMG, la deforestación, la venta de vehículos deportivos utilitarios, la dispersión urbana, el desarrollo rural de racimo y el desarrollo de McMansion, la producción de energía y distribución, y una amplia variedad de otras actividades, todas percibidas por el FLT como explotación de la Tierra, su medio ambiente y sus habitantes.
El Frente de Liberación de la Tierra no tiene liderazgo formal, jerarquía, miembros o portavoces oficiales y esta totalmente descentralizado; en lugar de ello consiste en individuos o células que eligen el término como una bandera que usar. Los individuos son comúnmente conocidos por trabajar en grupos de afinidad, conocidos como células, y usualmente autofundadas.
Las técnicas incluyen destrucción de la propiedad, usando herramientas para desactivar o empleando los incendios para destruir lo que los activistas creen que suele herir a los animales, gente o el medio ambiente. Estas acciones son a veces conocidas como ecotaje y hay marcadas diferencias entre sus acciones realizadas en los Estados Unidos y las del Reino Unido.
Jeff "Free" Luers, quien está cumpliendo una condena por diez años por el uso de bombas incendiarias en los SUV de un concesionario, que fue revisado de veinte a dos años y diez meses, describe por qué el FLT existe y por qué se han mantenido en las directrices que se publicó inicialmente para el movimiento:

La meta del FLT es parar las prácticas que son increíblemente dañinas para el medio ambiente y ayudar a crear la sostenibilidad medioambiental.

Hay una razón para que el FLT y otros grupos similares hayan aparecido. Ellos han recibido el soporte de muchas corrientes principales por la efectividad de sus tácticas.

Más importante aun, el FLT ha recibido tanto apoyo porque en un mundo propenso a la violencia, se ha mantenido fiel a su código: Nunca iniciar un fuego si hay peligro de herir.

Con muchas razones diferentes por las que los activistas del FLT realizan sabotaje económico, un comunicado a la prensa reivindicando la responsabilidad de un incendio contra la dispersión urbana en diciembre de 2000, describía la razón por la que una célula realizó la acción. Como los miembros del FLT suelen hacer, manifestaron que el incendio de la casa fue no violento, porque inspeccionaron antes si había seres vivos, una cuestión que es muy debatida dentro del movimiento ecologista.

Hay más de seis mil millones de personas en este planeta, de los cuales muchos son pobres o están en riesgo de serlo. Construir casas para los ricos no debería ser una prioridad.
Bosques, granjas y humedales han ido siendo remplazados por un mar de casas, céspedes químicos verdes, asfalto y carreteras asesinas. Las tierras agrícolas están siendo vendidas por los agricultores por su incapacidad para competir con la comida barata, modificada genéticamente y saturada de pesticidas por parte de las grandes corporaciones. Ha llegado el momento de decidir que es más importante: La Tierra y la salud de su población o los beneficios de quienes que lo destruyen.

Cualquier acción directa para parar la destrucción del medio ambiente que se adhiera a las estrictas normas de la no violencia, puede ser considerada una acción del FLT. El sabotaje económico y la destrucción son los focos principales de sus directrices publicadas:

- Infringir el máximo daño económico a aquellos que se aprovechan de la destrucción y explotación del medioambiente.
- Informar y educar al público sobre las atrocidades cometidas contra la tierra y todas las especies que lo pueblan.
- Tomar todas las precauciones necesarias para no dañar ningún animal - humano o no humano.

Algunos de los ataques más comunes y notables son contra el desarrollo de casas multimillonarias, conocidas como McMansiones, un objetivo frecuente en la campaña del FLT. En un comunicado a la Oficina de Prensa del FLT en América del Norte, que luego fue publicado en The Environmental Magazine, el grupo declaró en 2001:

La dispersión urbana sin duda ha servido para alterar cerca del 90 por ciento de los hábitats de Long Island, eliminándolos físicamente, pavimentándolos, o contaminándolos con productos tóxicos hechos por el hombre, haciéndolos indeseables o insostenibles para la mayoría de especies

### Oficina de prensa
La Oficina de Prensa del Frente de Liberación de la Tierra en América del Norte (en inglés, North American Earth Liberation Front Press Office, abreviada como NAELFPO o ELFPO), fue relanzada en octubre de 2008, recibiendo comunicados anónimos de activistas, para distribuir a la prensa y el público, discutir los motivos, ideologías e historia detrás de estas acciones.
Craig Rosebraugh fue el portavoz no oficial de dicha oficina desde 1997 hasta cerca de septiembre de 2001. Se han planteado dudas sobre si Rosebraugh u otros portavoces no oficiales actualmente tienen vínculos con las células en cuestión, si bien la oficina de prensa argumenta que no conoce la identidad de los miembros del FLT.

### Redes de apoyo
Redes de apoyo a prisioneros apoyan a los prisioneros del FLT, como Spirit of Freedom Earth Liberation Prisoners Support Network (ELSPN), una página web inglesa que lista todos los prisioneros pertenecientes al FLT, así como otra variedad de "prisioneros de conciencia". También hay redes de apoyo al FLT en Bélgica, Italia, América del Norte, Polonia y Turquía, que colectivamente coordinan el apoyo a los prisioneros, así como páginas para prisioneros específicos, como Rod Coronado, Jeff "Free" Luers, Daniel McGowan, Briana Waters and Tre Arrow. La red distribuye literatura escrita por aquellos que están en prisión a los que les apoyan y otros grupos de apoyo, y a veces colecta fondos para aquellos que necesitan ayuda económica en sus juicios.

### Filosofía
Los ecologistas radicales, que se llaman liberacionistas de la Tierra, son de una amplia gama de diversas ideologías y teorías. Estos incluyen liberacionistas de los animales, anticapitalistas, anarquistas verdes, ecologistas profundos, ecofeministas y antiglobalizadores.
Los miembros del FLT argumentan que la acción directa es necesaria para lograr la liberación de la Tierra, también llamada movimiento de eco-resistencia, y una parte del movimiento radical medioambientalista. El FLT afirma que podría ser similar a como el FLA se ha proyectado en el movimiento de liberación animal. También tienen la intención que, de la misma manera en que los liberacionistas de los animales "respaldan desde fuera" con campañas legales, los liberacionistas de la Tierra pueden socorrer organizaciones ambientalistas más amplias, como Earth First!, mediante actos de ecotaje.

## Origen

### Reino Unido
El Frente de Liberación de la Tierra fue fundado en 1992 en Brighton, Inglaterra por miembros del movimiento medioambiental Earth First! (EF!) en el primer encuentro nacional realizado. En ese tiempo, EF! se había vuelto muy popular, por lo que las inquietudes de las personas se basan en el mantenimiento de esta popularidad y por ello no asociarse con romper abiertamente la ley. No hubo un acuerdo universal sobre esto, pero se aceptó en el movimiento que los miembros británicos de EF! debían en su lugar abogar y concentrarse en la desobediencia civil y manifestaciones masivas. Si la gente quería participar en actos de ecotaje, el nuevo nombre "Frente de Liberación de la Tierra" sería usado, nombre y directrices que derivaban del Frente de Liberación Animal (FLA), otro movimiento que usa la acción directapara liberar animales o sabotear las compañías que los usan. Fue sobreentendido que la simplicidad de las directrices fue crucial par conseguir ganar tanta gente para la causa como fuese posible, con la intención que el FLT se volviese rápidamente tan popular como el FLA.

#### Noche de la Tierra
La primera acción del FLT es desconocida o no ha sido documentada, pero una de las primeras y más notables acciones fue en el April's Fool Earth Night 1992, una noche organizada por activistas para realizar ecotaje y una de las primeras de estas. Los Elfos, como también eran conocidos tomaron como objetivo Fisons, una empresa de turba acusada de destruir pantanos de turba causando un daño de entre 50 000 y 70 000 libras. Bombas, camiones y otros tipos de maquinaria perteneciente a la compañía fueron destruidas después de la campaña legal de Friends of the Earth, que durante dos años abogó por un boicot de la empresa. La revista Green Anarchist publicó un comunicado con las demandas del FLT:

Todos los pantanos de turba deben ser preservados en su totalidad, por el bienestar de las plantas, los animales y nuestra herencia nacional. Donar cínicamente pequeñas cantidades no hará ningún bien. La tabla de agua se reducirá, y los pantanos se secan y mueren, a menos que se conserve plenamente. Fisons debe dejar todo eso por sí solo - ¡ahora!

#### EF! Journal
En el número de septiembre-octubre de 1993 del Earth First! Journal, un artículo anónimo anunció la creación de la ELF en Inglaterra. Se dijo que la ELF es un movimiento de funcionamiento independiente de ecosaboteadores que nace del movimiento del EF! británico, que se ha centrado directamente en las acciones públicas. El autor comentó que, a diferencia del FLA que busca publicidad: "Las células del FLT, por razones de seguridad, trabajan sin informar a la prensa y no reivindican la responsabilidad de sus acciones."

## Desarrollo del FLT en el extranjero

### Europa
El FLT se extendió rápidamente a través de Europa en 1994, primero con las acciones que se produjeron Holanda, Alemania, Rusia, Escandinavia, Nueva Zelanda, Italia, Irlanda, Polonia, España, Francia y Finlandia, y el nombre empezaba a ser conocido en todo el mundo. y es ampliamente considerado como la hermana menor del Frente de Liberación Animal, por la relación y cooperación entre los dos movimientos. Se cree que las células rápidamente se establecieron en los nuevos países a causa de la difusión mundial de Earth First! y la conexión entre los dos grupos. Los elfos británicos también estuvieron tomando contacto con activistas de mentalidades vinculadas, para informarles acerca del FLT y sus tácticas, con los misioneros dirigidos específicamente a Francia, España, Alemania y Holanda.
En dos años, varios McDonalds habían sido vandalizados en Alemania y Polonia, igual que las instalaciones del Aeropuerto de Ámsterdam y se sabotearon torres de caza y poncharon llantas en los Países Bajos y Alemania, probablemente inspirados por acciones similares contra la caza del FLA.
El 13 de abril del 2015 un grupo de asaltantes prendieron fuego a las instalaciones de una empresa avícola en la calle Agiou Pablou en el barrio de Peristeri, Atenas, región de Ática, Grecia. El ataque dejó únicamente daños materiales, y la célula Sinapsis de Ignición por la Lucha Multiforme Anarquista–Frente de Liberación de la Tierra se atribuyó la responsabilidad y afirmó que el ataque se llevó a cabo en solidaridad con los detenidos en Grecia.

### América del Norte

#### ELA canadiense
La primera vez que se conoció una acción de liberación de la tierra que sucedió en América del Norte, fue en 1995, en Canadá, por un grupo que se llamaba a sí mismo Earth Liberation Army (Ejército de Liberación de la Tierra, ELA). Fueron considerados por los Elfos Europeos los "primos transatlánticos". El 19 de junio de 1995, ELA quemó un museo de vida salvaje y dañó una casa de caza en la Columbia Británica.

#### Estados Unidos
En el Día de la Hispanidad de 1996, activistas pintaron con sprays "504 años de genocidio" y "FLT" en los muros de una oficina de relaciones públicas así como en un restaurante de McDonalds en Oregón, las acciones fueran las primeras del FLT en los Estados Unidos. Al mismo restaurante se le sellaron las cerraduras con pegamento y fueron pintados con spray otra vez, pero esta vez en apoyo de British McLibel Two, dos activistas que distribuían panfletos anti-McDonalds. El siguiente día, se reportó que en otros dos McDonalds, también en Oregón, activistas del FLT sellaron sus cerraduras con pegamento.
La otra única acción reportada del año fue en el día de Navidad, cuando una granja peletera fue allanada y se liberaron 150 visones en la tierra salvajes de los Grandes Lagos, por el FLT.

#### América Latina
En 2013 algunas células del FLT comenzaron a clamar sabotajes (como el cierre de candados en carnicerías) en ciudades de Costa Rica como San José ó Cartago.

## Ataques notables entre 1998 y 2008
1998/1999
El FLT ganó la atención nacional por una serie de acciones que les hicieron ganar la etiqueta de ecoterroristas, y una de las mayores amenazas de terrorismo doméstico, según el FBI, en los Estados Unidos. Esto vino después de la quema de una estación de esquí en Vail, Colorado, el 19 de octubre, que costó 12 millones de dólares. En un comunicado a la prensa, el FLT dijo:

Vail, Inc. es ya la mayor operadora de esquí en América del Norte y ahora quiere expandirse aún más. Los 19 kilómetros de carreteras y 3,58 kilómetros cuadrados de claros arruinaran el último hábitat del lince del estado. Poner los beneficios por delante de la vida salvaje de Colorado no será tolerado

Las acciones también incluían sabotajes de líneas eléctricas, el incendio de un concesionario de SUVs y la quema de la sede de una explotadora forestal causando daños por un millón de dólares. Los Elfos escribieron en el periódico local "Que esto sea una lección para todas las codiciosas corporaciones multinacionales que no respetan sus ecosistemas", con la mayoría de acciones llevadas a cabo en Oregón. Los acusados en el caso fueron luego imputados en la operación del FBI Operation Backfire, que incluyó 17 actos de destrucción de la propiedad.
Entonces el FLT encendió un fuego en la Universidad Estatal de Míchigan en Nochevieja, usando una bomba de gasolina causando daños de 1,1 millones de dólares, por su trabajo de ingeniería en organismos modificados genéticamente. Al día siguiente, equipamiento de talar comercial fue incendiado con "ELF" y "Go Log in Hell" ("Ve a talar al infierno") pintado con spary en un camión. En marzo de 2008, cuatro activistas fueron imputados por todos los incendios. El 27 de noviembre, en Oregón, el FLT quemó la mansión de Legend Ride y envío un mensaje al Boulder Weekly diciendo "Viva la revolution!" Los daños fueron estimados en 2.5 millones de dólares.